# A Gypsy Legend
A Gypsy Legend é um álbum de estúdio do cantor sérvio Šaban Bajramović em colaboração com o grupo bósnio Mostar Sevdah Reunion. Lançado em 2001, o álbum é composto de regravações de algumas das principais músicas da carreira de Bajramović.
| Críticas profissionais | Críticas profissionais |
| Avaliações da crítica  | Avaliações da crítica  |
| Fonte                  | Avaliação              |
| ---------------------- | ---------------------- |
| Allmusic               | [ 1 ]                  |

## Lista de faixas
Todas as faixas compostas por Šaban Bajramović, com arranjos de Mostar Sevdah Reunion.
| N.º            | Título                               | Duração |  |
| 1.             | "Jasmina"                            | 4:42    |  |
| 2.             | "Pelno me sam"                       | 5:36    |  |
| 3.             | "Hanuma" (com Ilijaz Delić-Mostarac) | 4:10    |  |
| 4.             | "Avaj, avaj mo ćavo"                 | 6:10    |  |
| 5.             | "Pena"                               | 5:21    |  |
| 6.             | "Sila kale bal"                      | 2:36    |  |
| 7.             | "Djeli mara"                         | 4:28    |  |
| 8.             | "Opa cupa"                           | 3:45    |  |
| 9.             | "Djelem, djelem"                     | 4:45    |  |
| 10.            | "Boza, limunada"                     | 3:43    |  |
| 11.            | "Dade, dade"                         | 5:10    |  |
| 12.            | "I barval pudela"                    | 2:33    |  |
| 13.            | "Sajbija"                            | 4:13    |  |
| 14.            | "Pitao sam malog puža"               | 6:09    |  |
| Duração total: | Duração total:                       | 63:21   |  |